# Xanthocercis rabiensis
Xanthocercis rabiensis är en ärtväxtart som beskrevs av Laurentius Josephus Gerardus Jos van der Maesen. Xanthocercis rabiensis ingår i släktet Xanthocercis och familjen ärtväxter. Inga underarter finns listade i Catalogue of Life.